# ステーション・パーク (フォーファー)
ステーション・パーク（Station Park）は、スコットランド、アンガスのフォーファー(en)にあるスタジアム。
スコティッシュ・フットボールリーグ、フォーファー・アスレティックFCのホームスタジアムとなっている。

## 入場者数

### 平均入場者数
- 2007-2008: 404人 （ディヴィジョン3）
- 2006-2007: 500人 （ディヴィジョン2）
- 2005-2006: 545人 （ディヴィジョン2）
- 2004-2005: 596人（ディヴィジョン2）

### 最大入場者数
- 10,780人 （スコティッシュカップ 2回戦） フォーファー・アスレティックFC vs レンジャーズ、1970年2月2日